# Set (sport)
Set (ang. kolekcja, zbiór) – część meczu w sportach odbijanych: badmintonie, siatkówce, tenisie ziemnym i tenisie stołowym. W tych sportach nie jest liczony czas rozgrywki, ale określona liczba serii punktów zebrana przez jednego z graczy lub jedną z drużyn. Po zakończeniu każdego setu, gracze lub drużyny zamieniają się stronami. Po zakończeniu danej serii setów (całej gry) zwycięstwo otrzymuje osoba, która wygrała najwięcej z nich.

## Siatkówka
Set w piłce siatkowej to partia gry którą wygrywa ta drużyna, która pierwsza zdobędzie odpowiednią liczbę punktów (15 lub zazwyczaj 25). Setów w całym meczu może być od 3 do 5, ponieważ drużyna, która wygra 3 sety, wygrywa cały mecz. Seta (z wyjątkiem seta decydującego - piątego) wygrywa zespół, który pierwszy uzyska 25 punktów z różnicą minimum dwóch punktów.
W przypadku równości 24:24, gra jest kontynuowana aż do uzyskania różnicy dwóch punktów (26:24; 27:25; ...).  W przypadku równości wygranych setów 2:2, decydujący set (piąty - tie-break) rozgrywany jest do momentu uzyskania przez jeden z zespołów 15 punktów z różnicą minimum dwóch punktów.

## Badminton
Set w badmintonie jest partią do ukończenia której potrzeba zdobycia w zależności od turnieju 15 lub 21 punktów.

## Tenis ziemny
Seta w tenisie ziemnym wygrywa się po zwycięstwie w 6 lub 7 gemach.  W każdym secie zawodnik musi wygrać co najmniej 6 gemów i jednocześnie zachować 2-punktową przewagę. W przypadku nierozstrzygnięcia gemów, wprowadza się tie-break – gem trzynasty. Punkty w tenisie liczone są kolejno: 0, 15, 30, 40.
W turniejach wielkoszlemowych  w piątym secie gema wygrywa zawodnik po zdobyciu w tym gemie co najmniej 4 punktów i jednocześnie co najmniej o 2 więcej niż przeciwnik.

## Tenis stołowy
Set w tenisie stołowym polega na zebraniu 11 punktów (wcześniej 21). Do zdobycia setu w każdym przypadku należy zdobyć przewagę co najmniej 2 punktów lub gemów. Zwykle gra się do 3 wygranych setów. Wyjątkiem są mistrzostwa, gdzie możliwe jest rozegranie 4 setów.

## Speed-ball
Set w speed-ballu polega na zebraniu 10 punktów. Do wygrania setu nie jest konieczna 2-punktowa przewaga. Mecz zazwyczaj gra się do 2 wygranych setów.